# 420 (cannabis)

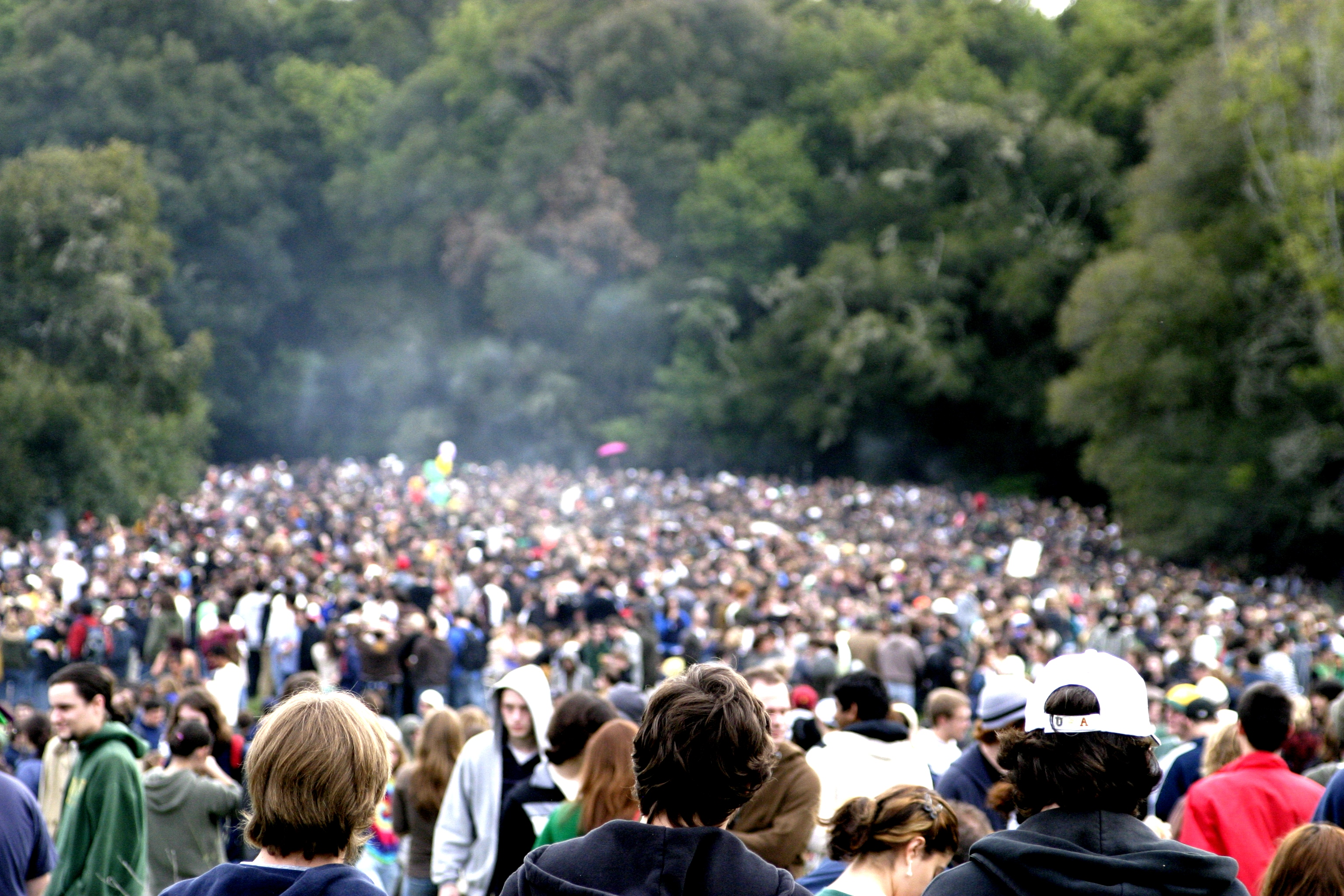
Santa Cruz, celebración del 4/20 en el campus de la Universidad de California, en el 2007.

420, 4:20 o 4/20 (pronunciado cuatro-veinte) es una palabra en la jerga de los consumidores de cannabis que hace referencia de manera informal al 20 de abril de cada año como el día de celebración del cultivo y consumo de la marihuana. Hoy en día se celebra en muchas partes del mundo y se elige las 4:20 horas de la tarde del 20 de abril como el momento principal de las conmemoraciones.

## Origen
Al parecer la historia más veraz del origen remite a cinco estudiantes, llamados The Waldos, de la escuela secundaria de San Rafael en el condado de Marin en California. En el año 1971 usaban el término "4:20" para la hora de reunirse a fumar marihuana bajo la estatua de Louis Pasteur en los terrenos de su escuela por lugar de reunión. The Waldos (por 'el muro' al lado de donde se sentaban, de la palabra "wall" en inglés) eligió esa hora muy discreta cuando la mayoría de sus compañeros de escuela habían terminado sus actividades extracurriculares.

### Otras versiones
Hay más desmentidas que dicen que el origen de la fecha refiere al código penal estatal 420 de California, al radiotelefónico 420 de la policía o a la canción «Rainy Day Women No. 12 & 35» de Bob Dylan. Otra dice que los alumnos hallaron un mapa hecho a mano indicando un cultivo de marihuana en Point Reyes, al noroeste de San Francisco.